# Asterinella
Asterinella is een geslacht van schimmels behorend tot de familie Asterinaceae. De typesoort is Asterinella puiggarii.

## Soorten
Volgens Index Fungorum telt het geslacht telt 35 soorten (peildatum april 2024):
| Soortnaam                    | Auteur(s)                 | Publicatiejaar |
| ---------------------------- | ------------------------- | -------------- |
| Asterinella bangii           | Petr.                     | 1947           |
| Asterinella brasiliensis     | (G. Winter) Theiss.       | 1912           |
| Asterinella bredemeyerae     | Garcés                    | 1944           |
| Asterinella caaguazensis     | (Speg.) Theiss.           | 1912           |
| Asterinella caricifoliicola  | (I. Hino & Katum.) Katum. | 1975           |
| Asterinella clemensiae       | Petr.                     | 1959           |
| Asterinella contorta         | (Doidge) Hansf.           | 1946           |
| Asterinella cupressina       | (Rehm) Theiss.            | 1912           |
| Asterinella diospyrina       | Hansf.                    | 1957           |
| Asterinella entebbeensis     | Hansf.                    | 1946           |
| Asterinella epidendri        | (Rehm) Theiss.            | 1912           |
| Asterinella evigilata        | Bat. & Peres              | 1961           |
| Asterinella formosana        | W. Yamam.                 | 1957           |
| Asterinella hapala           | Syd.                      | 1934           |
| Asterinella hiugensis        | I. Hino & Hidaka          | 1934           |
| Asterinella intensa          | (Cooke & Massee) Theiss.  | 1912           |
| Asterinella ixorae           | R.W. Ryan                 | 1924           |
| Asterinella leptotheca       | (Speg.) Theiss.           | 1912           |
| Asterinella lugubris         | Syd. & P. Syd.            | 1913           |
| Asterinella mimusopis        | Doidge                    | 1922           |
| Asterinella mindanaensis     | Syd.                      | 1923           |
| Asterinella palawanensis     | Syd. & P. Syd.            | 1914           |
| Asterinella papayae          | Gonz. Frag. & Cif.        | 1926           |
| Asterinella parameriae       | Petr.                     | 1931           |
| Asterinella phoradendri      | (Henn.) Theiss.           | 1912           |
| Asterinella protiicola       | Bat.                      | 1961           |
| Asterinella pseudospondiadis | Hansf.                    | 1945           |
| Asterinella pterigotae       | Hosag. & T.K. Abraham     | 1998           |
| Asterinella puiggarii        | (Speg.) Theiss.           | 1912           |
| Asterinella puyana           | Petr.                     | 1950           |
| Asterinella quinta           | Racib. ex Theiss.         | 1912           |
| Asterinella randiae          | Hansf.                    | 1947           |
| Asterinella stuhlmannii      | (Henn.) Theiss.           | 1912           |
| Asterinella tecleae          | Doidge                    | 1942           |
| Asterinella ugandensis       | Hansf.                    | 1941           |